# 河野円城寺
河野円城寺（かわのえんじょうじ）は、岐阜県羽島郡笠松町にある真宗大谷派の寺院である。

## 概要
同派岐阜教区第三組に所属する。山号は葉栗山。円城寺、圓城寺、河野圓城寺ともいう。
河野九門徒の寺院の一つである。

## 沿革
寺伝によると飛鳥時代、聖徳太子により尾張国河野に創建されたという。当時は「清涼山　圓城寺」の名であり、法華宗であったが、後に天台宗に改宗し、末寺として「葉栗山　照高院」を創建している。
平安時代の頃、洪水で圓城寺と照高院は流出する。現在地に照高院として再建される。
嘉禎元年（1235年）、親鸞が東国より帰京する際三河国に立ち寄り、住民に教えを説いていたのを聞いていた、照高院の住職最勝は浄土真宗に改宗、寺号も西勝坊とする。
文明2年（1470年）、蓮如がこの地を訪れた際、かつて親鸞の説法を聞いて帰依した9人の門徒の子孫の寺院を「河野九門徒」と名づけたという。このころ西徳寺に改称したという。
宝暦7年（1757年）、円城寺村の枝村の河田島村（現在の各務原市川島河田町）に門徒の修養と祭事場として、道場を建立。
天保2年（1831年）、「葉栗山　円城寺」に改称する。

## 交通アクセス
- 笠松町公共施設巡回町民バス「円城寺」停留所下車、徒歩で約3分。